# هانت (نیویورک)
هانت (به انگلیسی: Hunt) یک منطقهٔ مسکونی در ایالات متحده آمریکا است که در نیویورک واقع شده‌است. هانت ۷۸ نفر جمعیت دارد و ۴۰۹٫۰۵ متر بالاتر از سطح دریا واقع شده‌است.